# Трастевере (вокзал)
Трастевере (італ. Trastevere) — залізничний вокзал в столиці Італії, місті Римі, на площі Флавіо Бйондо, у західному кварталі Трастевере. Проект будівлі залізничного вокзалу був розроблений Паоло Бо.

## Історія
Первісна станція, яка служила до 1950 року як вантажна, була відкрита в 1859 році з введенням у дію ділянки Рим — Чивітавекк'я на дільниці залізниці Рим — Піза, відома також як Тіренська залізниця (Tirrenica Ferrovia). Тепе́рішня станція була урочисто відкрита 1 травня 1911 року.
У 1990 році у Римі відбувався Чемпіонат світу з футболу. На станції зробили реконструкцію, ліквідували можливість маневрування поїздів між 6-ма її коліями:
- — 4 і 5 колії тепер прямують тільки до Міжнародного аеропорту імені Леонардо да Вінчі,
- — 3 і 6 колії до Вітербо,
- — а 1 і 2 колії до Пізи.

Залізнична станція Трастевере займає 4-те місце в Римі за кількістю перевезених пасажирів, близько 5 мільйонів пасажирів за рік, після римських станцій Терміні, Тібуртіна та Остіенсе.
|                         |
| Одна з платформ станції |

|                         |
| Одна з платформ станції |

## Міський транспорт
- — трамвайна зупинка «Трастевере», лінії 3 і 8
- — автобусна зупинка ATAC
- — зупинка таксі